# Catasetum deltoideum
Catasetum deltoideum  es una especie de orquídea epifita. Esta especie está distribuida por Sudamérica.

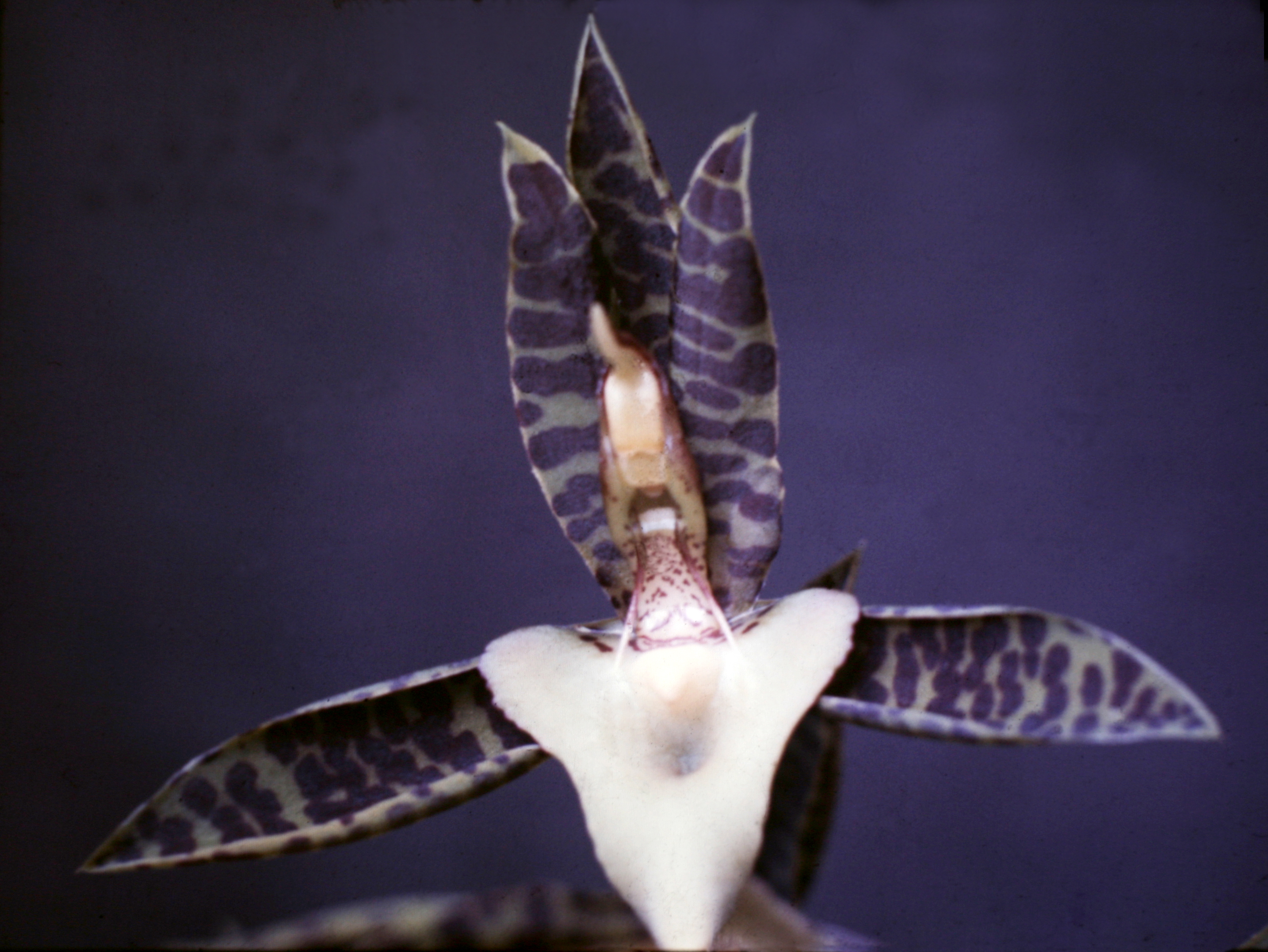
Detalle de la flor

## Descripción
Es una orquídea de tamaño mediano, que prefiere el clima cálido, con hábitos epifita creciendo desde pseudobulbos oblongo-fusiformes que llevan hojas caducas, plegadas, muchas con nervios, oblongo-lanceoladas y agudas. Florece en el verano de una inflorescencia erecta, con 8 a 10  flores.

## Distribución y hábitat
Se encuentra en Guyana, Guayana Francesa, Surinam y Brasil en los bosques en las elevaciones más altas.

## Taxonomía
Catasetum deltoideum fue descrito por (Lindl.) Mutel  y publicado en Mém. Soc. Roy. Centr. Agric. Sci. Arts Dépt. Nord 1835–1836:. 1837.
Etimología
Ver: Catasetum
deltoideum: epíteto latino que significa "con forma de delta".
Sinonimia
- Myanthus deltoideus Lindl.	basónimo[4]